# Welt-Spatzen-Tag

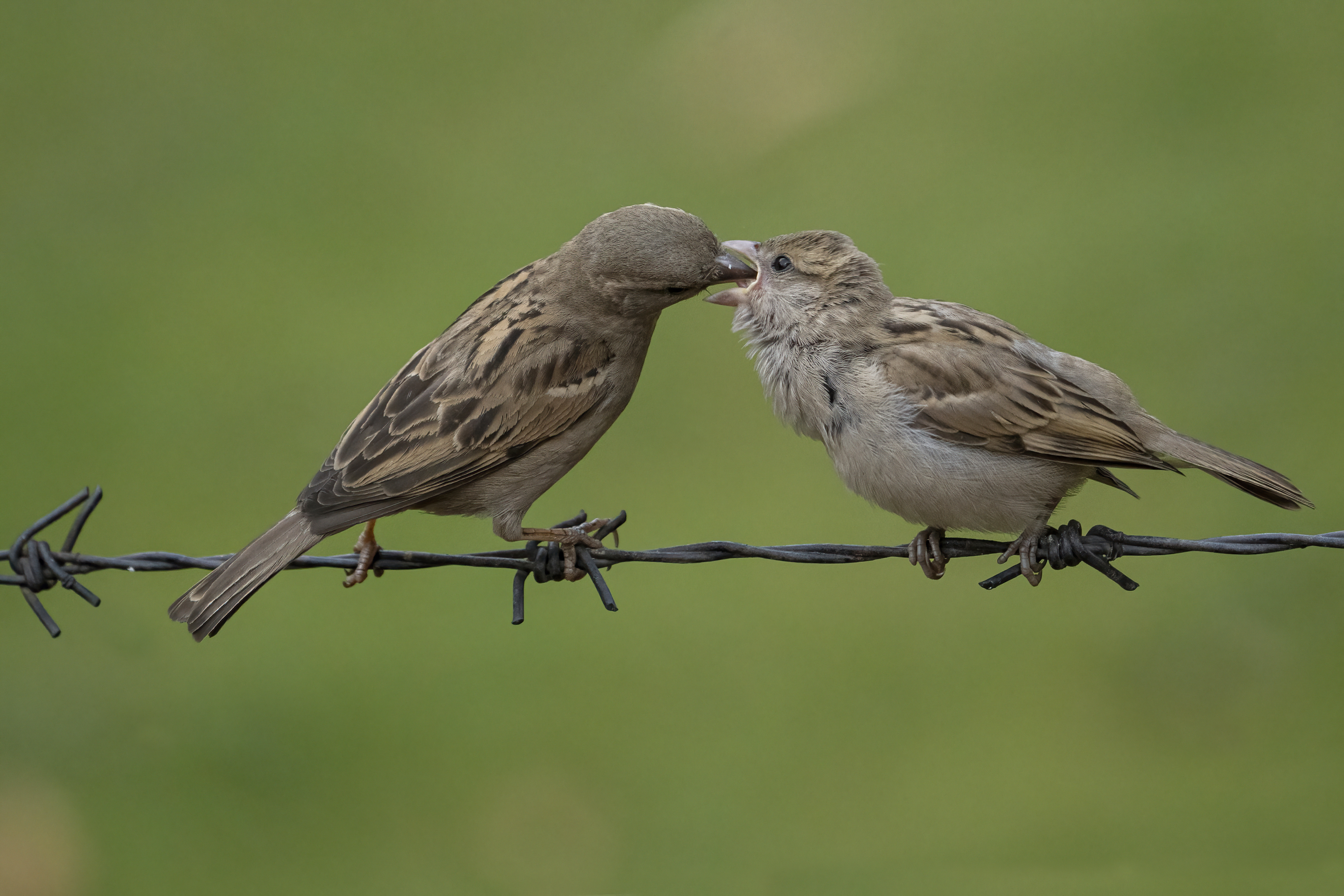
Weiblicher Haussperling beim Füttern eines Jungvogels

Der Welttag des Spatzen wird am 20. März begangen, um das Bewusstsein für den Haussperling (Passer domesticus) und andere häufige Vögel in städtischen Umgebungen sowie für die Bedrohung ihrer Bestände zu schärfen. Es handelt sich um eine internationale Initiative der Nature Forever Society of India in Zusammenarbeit mit der Eco-Sys Action Foundation (Frankreich) und zahlreichen anderen nationalen und internationalen Organisationen aus aller Welt.

## Geschichte
Die Nature Forever Society wurde vom indischen Naturschützer Mohammed Dilawar ins Leben gerufen. Er begann mit seiner Arbeit für den Haussperling in Nashik und wurde für seine Bemühungen 2008 von Time zu einem der „Helden der Umwelt“ ernannt. Die Idee zu einem Welt-Spatzen-Tag kam während einer informellen Diskussion im Büro der Nature Forever Society auf. Die Idee war es, dem Haussperling einen Tag zu widmen, um die Botschaft des Schutzes des Haussperlings und anderer häufiger Vögel zu vermitteln und einen Tag zu feiern, an dem die Schönheit der gemeinsamen biologischen Vielfalt, die als so selbstverständlich angesehen wird, gewürdigt wird. Der erste Welt-Spatzen-Tag wurde 2010 in verschiedenen Teilen der Welt gefeiert. Der Tag wurde mit verschiedenen Aktivitäten und Veranstaltungen wie Kunstwettbewerben, Sensibilisierungskampagnen, Spatzenumzügen und Interaktionen mit den Medien gefeiert.
Der Welt-Spatzen-Tag soll auch eine Plattform bieten, auf der sich Menschen, die sich für den Schutz des Haussperlings und anderer Vogelarten einsetzen, vernetzen, zusammenarbeiten und Ideen zum Schutz austauschen können, was zu einer besseren Wissenschaft und besseren Ergebnissen führen wird. Ziel ist es, Menschen aus verschiedenen Teilen der Welt zusammenzubringen und eine Kraft zu bilden, die eine wichtige Rolle bei der Interessenvertretung und bei der Verbreitung des Bewusstseins für die Notwendigkeit der Erhaltung der gemeinsamen biologischen Vielfalt oder von Arten mit geringerem Schutzstatus spielen kann.

## Sparrow Awards
Um die Bemühungen in diesem Bereich zu fördern und die Umwelt selbstlos zu erhalten, hat die NFS am 20. März 2011 in Ahmedabad, Gujarat, die ersten Sparrow Awards verliehen. Einer der wichtigsten Förderer, die sich 2013 mit den NFS zusammengetan haben und die Sparrow Awards unterstützen, ist die Zeitschrift Sustainuance. Der Chefredakteur des Magazins, Shashwat D. C., der die Veranstaltung einberief und den Preisträgern die Auszeichnung überreichte, erklärte: „Diese Preisträger sind unbesungene Helden, die aus allen Bereichen des Lebens kommen. Und das Bemerkenswerte ist, dass sie in der Regel ohne jegliche staatliche Unterstützung arbeiten und keine Anerkennung suchen.“

### Preisträger
Gewinner des Sparrow Awards 2011
- Bhavin Shah
- Narendra Singh Chaudhary
- L Shyamal
- The Sparrow Company[12]

Gewinner des Sparrow Awards 2012
- Dilsher Khan
- Ramita Kondepudi
- Einzelpersonen (VikramYende, Kapil Jadhav, Mahendra Khawnekar und Vishal Revankar)
- Mahatma Gandhi Ashramshala

Gewinner des Sparrow Awards 2013
- Saleem Hameedi
- Aabid Surti
- Jayant Govind Dukhande

Gewinner des Sparrow Awards 2014
- Jag Mohan Garg
- N. Shehzad & M. Saud
- Jal Grahan Kameti, Piplantri